# Medison
Medison Group — шведська консалтингова компанія, зареєстрована у Великобританії, заснована в 1995 році в Йончепінгу, Швеція.

## Платформа MecAdemi
MecAdemi — це безкоштовна платформа соціального навчання. Вона була заснована компанією Medison у березні 2020 року та офіційно запущена 6 квітня 2020 року.

## Medison Celebrity
Анонсований комп'ютер мав 14-дюймовий (35,5 см) WXGA екран, процесор Intel Celeron з тактовою частотою 1,5 ГГц, 256 МБ оперативної пам'яті DDR333/400, жорсткий диск на 40 ГБ, інтегровану графіку VIA PN800, комбінований привід CD/DVD і бездротову мережу 802.11g. Він постачатиметься з дистрибутивом Fedora Linux з відкритим вихідним кодом та невизначеним набором офісних додатків за ціною 150 доларів.
Очікувалося, що перші замовлення почнуть надходити у серпні 2007 року, за словами генерального директора Medison Валді Іванчича, однак цього не сталося. 27 липня 2007 року Medison повідомила, що її система електронної пошти вийшла з ладу через великий трафік, і заявила, що компанія пропонує повне відшкодування за недоставлені замовлення.